# 埃雷班古
埃雷班古是巴西南大河州的一个市镇。总面积151.775平方公里，总人口2881人，人口密度19人/平方公里。